# Iekaterina Saltykova
Pour les articles homonymes, voir Famille Dolgoroukov.
La princesse Iekaterina Vassilievna Dolgoroukova (en russe Екатерина Васильевна Долгорукова, 1791-1863) est une dame d'honneur, chambellan de la cour impériale russe, dame de l'ordre de Sainte-Catherine et de l'ordre de Thérèse.

## Biographie
Elle est la fille de Vassili Vassilyevitch Dolgorouki (1752-1812), général et conseiller secret du tsar.

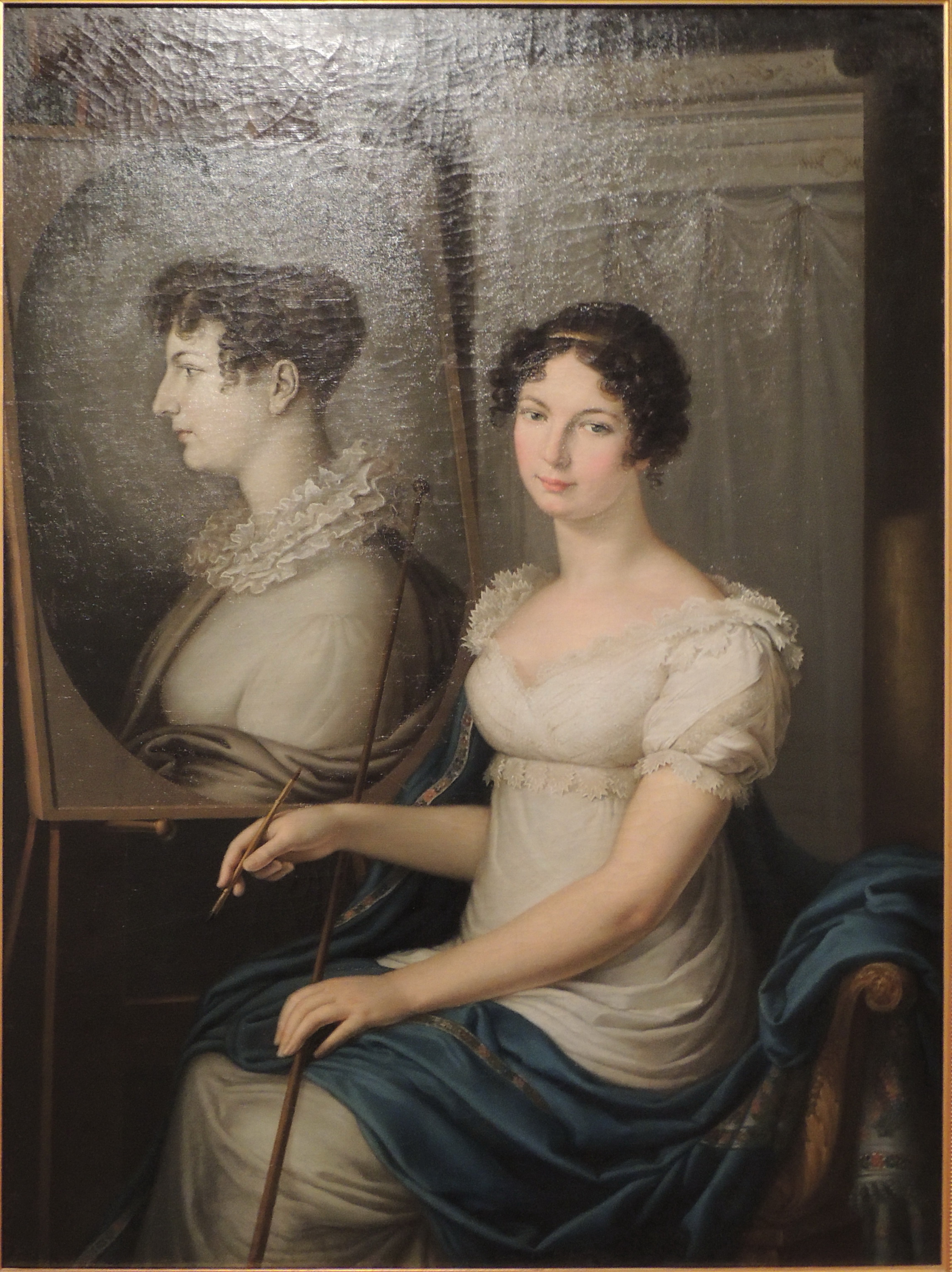
Autoportrait de la princesse Dolgorouki avec sa mère.
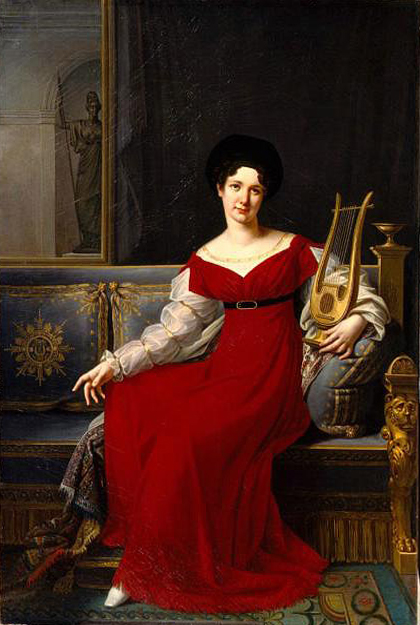
En 1821 par Robert Lefèvre.

Iekaterina Dolgorouki est élevée avec ses parents, qui, en disgrâce, voyagent en Europe. Elle devient demoiselle d'honneur de la tsarine le 22 juillet 1808 et épouse Sergueï Saltykov la même année. Le prince décède en 1828.
Elle est dame grand-croix de l'ordre de Sainte-Catherine le 28 août 1856 et dame de l'ordre de Thérèse en 1858.